# Rio Gartempe
Gartempe é um rio localizado na França, com 205 km de comprimento, afluente pela margem esquerda do rio Creuse, ao qual se junta em La Roche-Posay. Nasce na comuna de Peyrabout.
Atravessa os seguintes departamentos e comunas:
- Departamento de Creuse: Peyrabout, Le Grand-Bourg
- Departamento de Indre: Néons-sur-Creuse
- Departamento de Indre-et-Loire: Yzeures-sur-Creuse
- Departamento de Haute-Vienne: Châteauponsac, Rancon
- Departamento de Vienne: Montmorillon, Saint-Savin, La Roche-Posay